# Fort Wayne (Indiana)
Fort Wayne er en amerikansk by og administrativt centrum for det amerikanske county Allen County, i staten Indiana. Byen har 263.886(2020, 2020) indbyggere.

## Ekstern henvisning
- Fort Waynes hjemmeside Arkiveret 21. januar 2016 hos  Wayback Machine (engelsk)

41°04′50″N 85°08′21″V / 41.08045°N 85.13915°V